# Jókay Jolán
Hegedüs Sándorné ásvai Jókay Jolán (Komárom, 1849. október 19. – Budapest, Terézváros, 1922. május 7.) írónő.

## Életútja
Jókai Mór bátyjának, ásvai Jókay Károlynak és Csontos Klárának leánya. 1856-tól nagybátyja, Jókai Mór házában lakott Pesten. 1871-ben kötött házasságot Hegedüs Sándor politikussal. Verseit és cikkeit a korabeli lapok közölték. Visszaemlékezései halála után jelentek meg (Jókai és Laborfalvi Róza, Bp., 1927), ebben Jókaiékkal kapcsolatos emlékei olvashatók. Halálát cukorbetegség okozta.

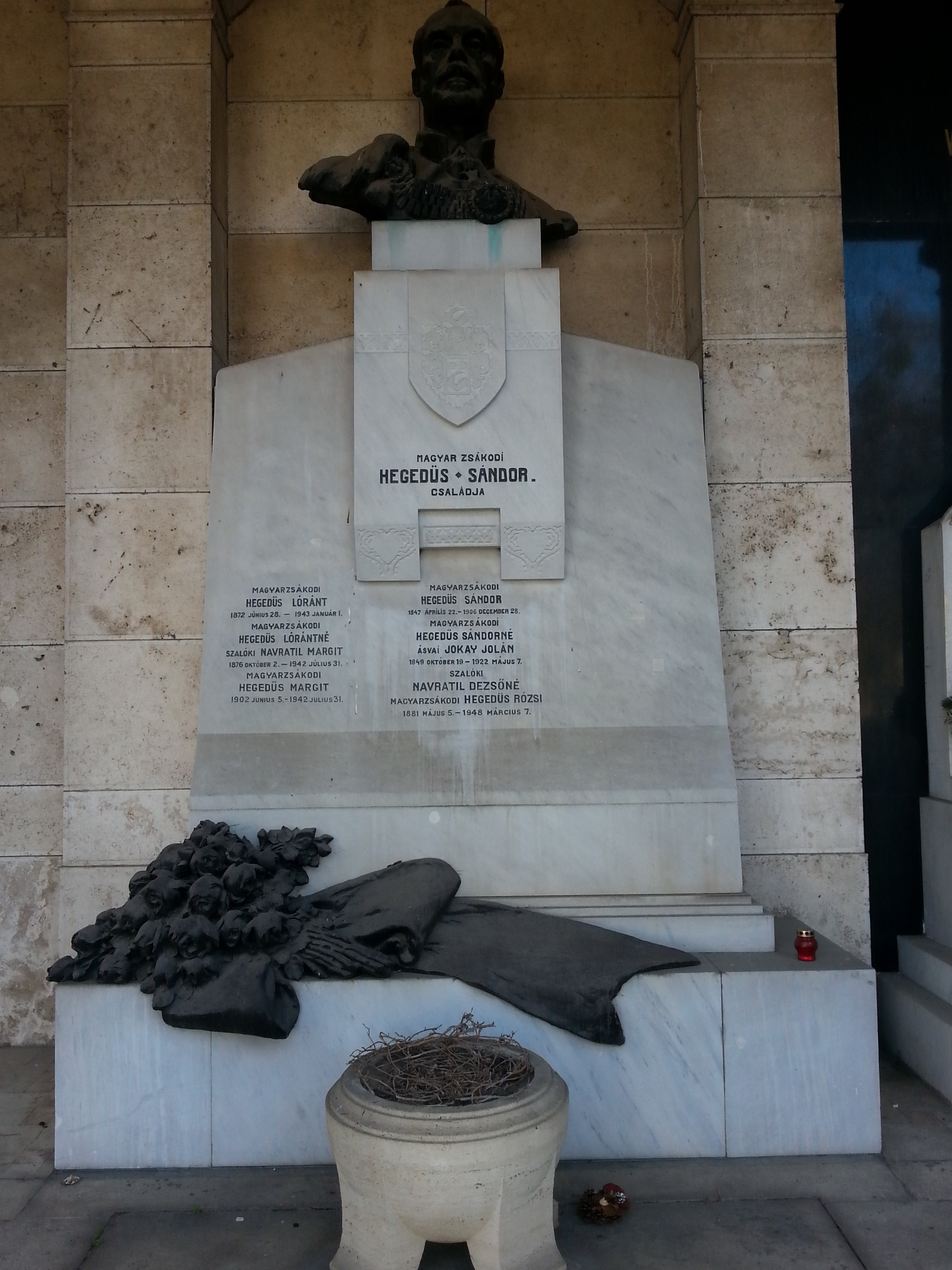
Sírja a Hegedüs család síremlékében, Fiumei úti sírkert, Jobb oldali árkádsor, 6.